# Tufão Khanun (2023)
O tufão Khanun, conhecido nas Filipinas como tufão Falcon, foi um ciclone tropical poderoso, errático e de longa duração que se moveu ao longo de Okinawa, no Japão e na costa oeste da Península Coreana. A sexta tempestade nomeada e o quarto tufão da temporada de tufões no Pacífico de 2023. Khanun começou como uma área de baixa pressão no Oceano Pacífico. Intensificou-se rapidamente para um tufão equivalente à categoria 4 na escala Saffir-Simpson sobre o Mar das Filipinas em 1 de agosto, antes de passar por um ciclo de substituição da parede ocular. Khanun enfraqueceu ligeiramente à medida que se aproximava das Ilhas Ryukyu, castigando-as com fortes chuvas e ventos fortes. Khanun começou a degradar seu olhar nas imagens de satélite devido ao topo das nuvens quase estacionárias e em aquecimento. O enfraquecimento constante continuou à medida que Khanun se aproximava da Península Coreana e finalmente atingiu Geojedo, na Coreia do Sul. A tempestade se dissipou logo depois.
Khanun se tornou o primeiro a passar pela Península Coreana de sul a norte desde que os registros começaram em 1951. Na Coreia do Sul, aproximadamente 40.350 pessoas perderam energia. Pelo menos 159 instalações diferentes foram danificadas. Mais de 1 019 ha de terras agrícolas na província de Gyeongsang do Sul sofreram danos. A mídia estatal da Coreia do Norte informou que Khanun também causou danos menores. Na Rússia, Khanun trouxe fortes chuvas para partes do Krai do Litoral no Extremo Oriente Russo, a Rússia despachou uma equipe de trabalho para observar a limpeza de áreas do país. O estado de emergência foi declarado em 21 municípios. 13 pessoas foram mortas e 16 desapareceram após o tufão, outras 115 permanecem feridas e os danos totalizaram US$ 98,1 milhão.

## História meteorológica
Após o tufão Doksuri ter devastado vários países, a Agência Meteorológica do Japão (JMA) anunciou a formação de uma área de baixa pressão no Oceano Pacífico. A JMA passou a alertar o sistema, declarando-o uma depressão tropical. A análise da JMA indicou que o sistema estava num ambiente favorável ao desenvolvimento, com temperaturas quentes da superfície do mar e baixo cisalhamento vertical do vento. O Joint Typhoon Warning Center (JTWC) emitiu um Alerta de Formação de Ciclone Tropical para uma área de convecção, a leste de Yap.
Às 09h00 UTC do dia 27 de julho, a agência posteriormente iniciou alertas sobre o sistema e classificou-o como 06W. Imagens de satélite descobriram que seu centro de circulação de baixo nível havia sido definido, no entanto, a estrutura convectiva continuou a permanecer desorganizada, a JMA e o JTWC atualizaram o sistema para uma tempestade tropical, com a JMA atribuindo o nome Khanun para o sistema. Khanun consolidando LLCC com bandas convectivas formativas e convecção profunda sobre o semicírculo oriental.
Khanun entrou na área de responsabilidade das Filipinas por volta das 03:00 UTC (11:00 PHT) do dia 29 de julho e foi nomeado Falcon pela Administração de Serviços Atmosféricos, Geofísicos e Astronômicos das Filipinas (PAGASA). Seguindo para o norte devido a uma área próxima de alta pressão subtropical de nível médio, Khanun intensificou-se em uma forte tempestade tropical. Desenvolveu-se um nublado denso central (CDO) e um olho irregular, indicando que Khanun se intensificou para um tufão. Ao longo de 24 horas, a velocidade máxima sustentada do vento cresceu em 70 kn (130 km/h; 81 mph) e eventualmente atingiu um pico de120 kn (220 km/h; 140 mph), equivalente ao status de Categoria 4 na escala Saffir–Simpson. A JMA avaliou simultaneamente que Khanun tinha ventos de95 kn (176 km/h; 109 mph) e uma pressão mínima de 930 hPa (27 inHg). Khanun deixou a área de responsabilidade das Filipinas por volta das 03:00 PHT (19:00 UTC) do Khanun enfraqueceu ligeiramente à medida que se aproximava das Ilhas Ryukyu, castigando-as com fortes chuvas e ventos fortes.
Khanun enfraqueceu ainda mais devido a um ciclo contínuo de substituição da parede do olho, permitindo que seu olho crescesse enormemente, mas degradando sua estrutura geral. O olho interno começou a encontrar temperaturas mais frias do oceano em imagens infravermelhas de satélite, cercadas por um anel simétrico de frio. Apesar do ciclo de 3 de agosto, Khanun passou por temperaturas mais frias da superfície do mar e, portanto, continuou sua tendência de enfraquecimento. O olho de Khanun foi degradado nas imagens de satélite devido à quase estacionária e ao aquecimento do topo das nuvens. No entanto, à medida que Khanun seguia em direção aos pólos, a tempestade virou-se para noroeste ao contornar a borda sul da alta subtropical. Após o enfraquecimento estrutural, a JMA e o JTWC rebaixaram Khanun para uma tempestade tropical severa, com ventos estimados de50 kn (93 km/h; 58 mph). A tempestade começou a parecer forte nas imagens de satélite com faixas profundas sobre os quadrantes. Depois de passar ao norte de Tokunoshima, a tempestade acelerou para sudeste. O centro da tempestade fica exposto e faixas convectivas profundas envolvem-se em uma ampla circulação. Imagens de satélite mostraram um LLCC em consolidação com faixas convectivas formativas e convecção profunda sobre o semicírculo norte, a tempestade passou pela ilha sudoeste de Kyushu. Por volta das 00:00 UTC de 10 de agosto, Khanun atingiu a costa nas Ilhas Geojedo, na Coreia do Sul, com ventos de45 kn (83 km/h; 52 mph). Movendo-se rapidamente em direção ao noroeste, o centro de circulação de baixo nível da tempestade foi obscurecido por uma convecção profunda e persistente. A JMA continuou a monitorar Khanun como um ciclone tropical até o início de

## Preparativos, impacto e consequências

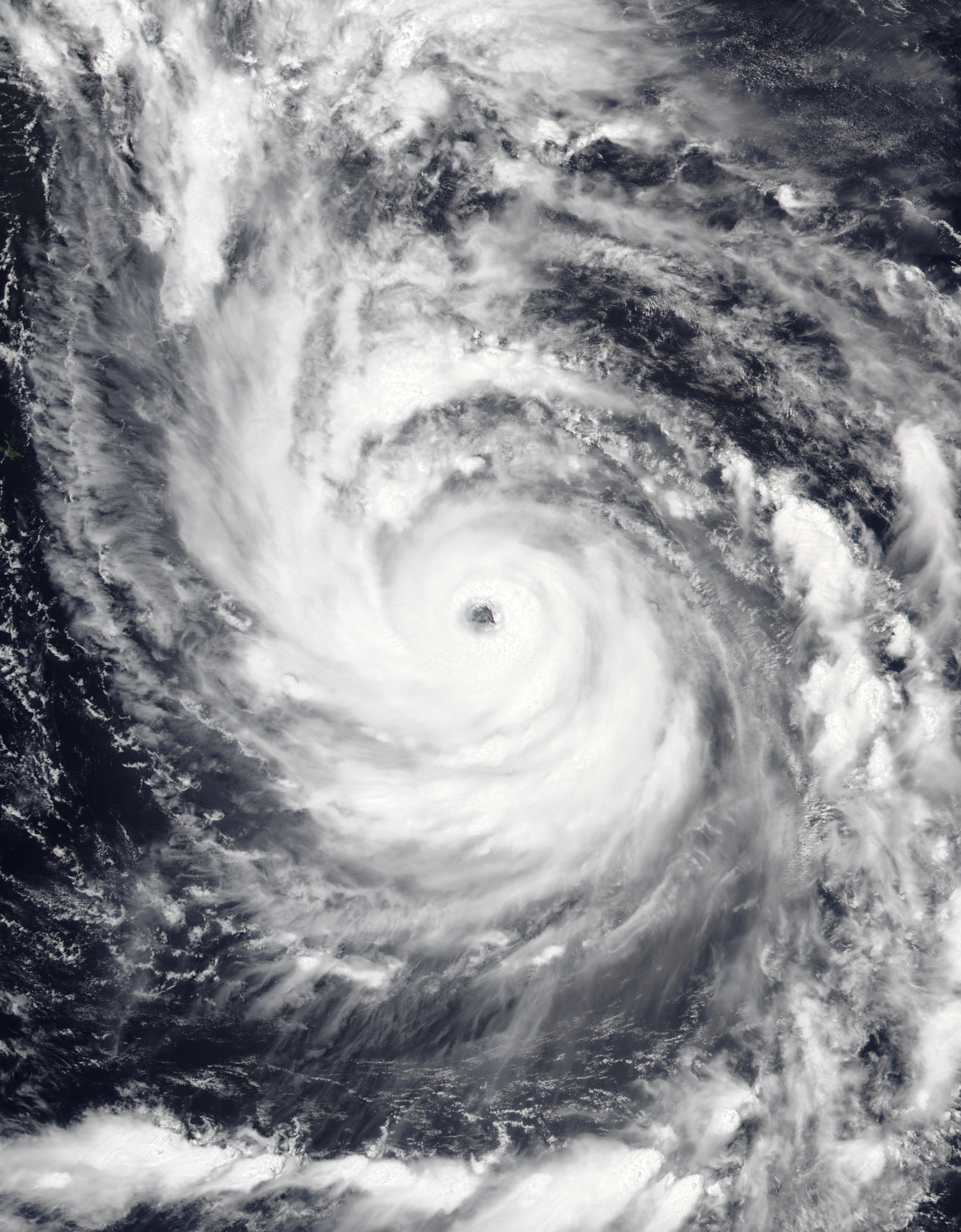
O tufão Khanun se intensificou rapidamente e desenvolveu uma característica ocular no Mar das Filipinas em 31 de julho.

### Japão
Os residentes das regiões de Okinawa e Amami, no sudoeste do Japão, foram aconselhados a se prepararem para um tufão. A JMA previu até 100 mm de chuva em Okinawa nas próximas 24 horas, e até 150 mm em Amami. Tempestades com até 400 mmPrevia  que a chuva atingiria as regiões de Kyushu e da vizinha Shikoku. Nagasaki transferiu a comemoração do 78º aniversário dos bombardeios atômicos de Hiroshima e Nagasaki de um parque para um centro de convenções interno. Até 7 de agosto, pelo menos 115 pessoas ficaram feridas e duas mortes foram relatadas em Okinawa. Na aldeia de Ōgimi, um homem de 90 anos foi encontrado debaixo de uma garagem desabada e mais tarde foi declarado morto. Em Uruma, uma mulher de 89 anos sofreu queimaduras por todo o corpo depois que uma casa de concreto pegou fogo por causa de uma vela que foi usada durante um apagão. A mulher morreu mais tarde em um hospital local. A única estrada que levava à pequena aldeia de Kitauehara ruiu, deixando os moradores retidos. De acordo com a Okinawa Electric Power Company, o tufão cortou a energia de aproximadamente 220 mil residências ou cerca de 30% dos habitantes de Okinawa.
Pelo menos 7 mil casas estão sem eletricidade em Amami, uma ilha a nordeste das ilhas de Okinawa. Ao largo da costa da ilha de Ishigaki, o navio cargueiro Xin Hai Zhou 2 (que encalhou em janeiro) partiu-se ao meio em meio ao mar agitado produzido pelo tufão. Os danos em Okinawa ultrapassaram ¥ 2.047 bilhões (US$ 14,3 milhão). Em 6 Agosto, a cidade de Naha começou a distribuir 1,170 L (310 US gal) de água para complexos de apartamentos e fazendas que sofrem com escassez prolongada de água e energia. No Japão continental, o mau tempo forçou o cancelamento de 25 serviços San'yō Shinkansen entre as estações de Hiroshima e Kokura em 9 de agosto e 10, afetando 5.200 passageiros. Os serviços ferroviários locais na província de Yamaguchi foram igualmente suspensos.

### Península Coreana

Loop de satélite da tempestade tropical Khanun algumas horas antes de atingir a Coreia do Sul em 10 de agosto.

O tufão Khanun tornou-se o primeiro a passar pela Península Coreana de sul a norte desde o início da manutenção de registros em 1951. Khanun impactou Geojedo na Coreia do Sul, uma pequena ilha localizada na costa sudeste do país. Um homem se afogou nas enchentes em Daegu. enquanto outro homem em uma cadeira de rodas que foi dado como desaparecido foi encontrado morto em um reservatório. Mais de 15.862 pessoas foram evacuadas. Em todo o país, aproximadamente 40.350 pessoas perderam energia. Embora a energia elétrica tenha sido restaurada ou cerca de 94%  a precipitação acumulada totalizou 382,5 mm em Yangsan, 322,4 mm em Gangneung, 315,7 mm em Sokcho, 302 mm em Chilgok, e 296 mm em Gimcheon. Pelo menos 159 instalações diferentes foram danificadas. Devido a inundações e deslizamentos de terra, cerca de 680 estradas foram fechadas, principalmente no sudeste. No total, 34 escolas sofreram danos leves. Pelo menos 1 019 ha de terras agrícolas na província de South Gyeongsang sofreram danos. O presidente sul-coreano, Yoon Suk Yeol, ordenou ao governo que fornecesse apoio imediato e suficiente às pessoas afetadas pelo tufão Khanun. Danos materiais preliminares foram calculados em ₩8,3 bilhão (US$ 6,3 milhão). Devido à mudança de rumo e ao impacto esperado do tufão, o governo coreano, em cooperação com a Organização Mundial do Movimento Escoteiro, transferiu os 43.000 participantes internacionais que acampavam no 25º Jamboree Escoteiro Mundial para hotéis ou outras acomodações. A província de Gangwon estava prevista para receber até 600 mm de precipitação, enquanto o Seul deveria receber até 200 mm. À medida que Khanun se aproximava, pelo menos 144 voos dentro e fora da ilha de Jeju foram cancelados, de acordo com a Korea Airport Corporation.
Na Coreia do Norte, o governo também afirmou que se o país não se preparasse para a prevenção de desastres antes da tempestade, a economia do país sofreria gravemente. A Coreia do Norte alertou os seus cidadãos para se prepararem para o tufão, declarando que todas as organizações do partido governante "deveriam travar uma luta dinâmica para minimizar os danos". As fortes chuvas da tempestade provocaram inundações significativas em Wonsan. O jornal oficial do Partido dos Trabalhadores da Coreia, o Rodong Sinmun, informou que as autoridades foram ordenadas a implementar uma resposta de emergência a desastres e elaborar planos de evacuação. A Agência Central de Notícias da Coreia (KCNA) informou que Khanun também causou pequenos danos, que resultaram em galhos de árvores quebrados. A KCNA também informou que a província de Hwanghae do Sul dirigiu esforços para proteger as colheitas da tempestade. Os norte-coreanos foram instruídos a tomar todas as precauções necessárias para proteger as imagens da dinastia Kim. Além disso, o jornal estatal norte-coreano solicitou aos norte-coreanos que preservassem estátuas, mosaicos, pinturas e outros monumentos da dinastia Kim. A Televisão Central Coreana relatou velocidades de vento de mais de 18 km/h com média de 181 mm na província de Kangwon. O líder norte-coreano Kim Jong Un teria visitado os distritos afetados pelo tufão em Ogye-ri, condado de Anbyon, na província de Kangwon, e supervisionou os esforços de recuperação. O líder norte-coreano criticou autoridades “irresponsáveis” por não terem tomado medidas preventivas.

### Em outro lugar

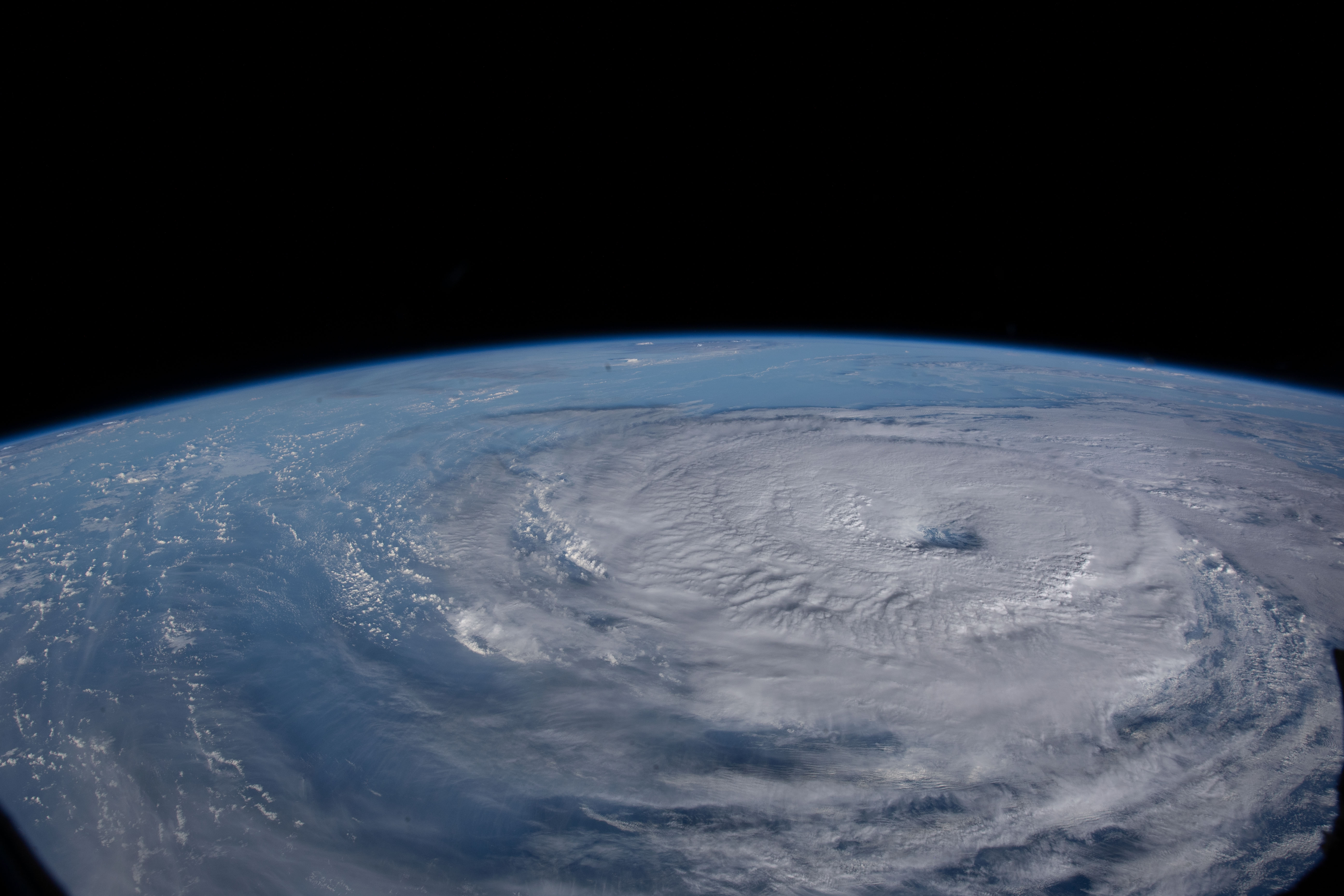
O tufão Khanun da Estação Espacial Internacional enquanto orbitava 259 milhas acima do Oceano Pacífico.

Quando Khanun (conhecido localmente como Typhoon Falcon) entrou no PAR, a PAGASA emitiu seus boletins subsequentes, Embora Khanun não tenha afetado diretamente as Filipinas, tanto Khanun quanto o tufão Doksuri aumentaram as monções por vários dias, o que causou graves inundações em todo o país. país. Os governos locais de Luzon também suspenderam as aulas nas escolas públicas e o trabalho em repartições governamentais. Khanun saiu do PAR, com a PAGASA emitindo seu comunicado final sobre o sistema. Após dias de chuva desencadeada pelas monções do sudoeste, algumas comunidades em Bulacan permaneceram inundadas. Pelo menos 2.462.730 indivíduos (670.792 famílias) e 1.042 barangays em Luzon e Visayas foram relatados pelo DSWD como afetados pelas chuvas das monções do sudoeste. Como as chuvas continuaram ao longo do dia, a Barragem de Angat atingiu o seu nível de derramamento de 195.88 m3 (6,917 cu ft). Khanun representa uma ameaça para Taiwan, e o presidente Tsai Ing-wen instou o público a evitar atividades ao ar livre, incluindo caminhadas, pesca e outras atividades costeiras. O transporte foi interrompido com vários voos domésticos cancelados.
Como medida de precaução, 900 pessoas nos distritos de Kaohsiung foram evacuadas. Quedas de energia foram relatadas em 1.300 residências. Um acidente de carro no distrito de Fusing, em Taoyuan, resultou em quatro mortes e dois feridos. Aproximadamente 500 pessoas ficaram presas nas aldeias montanhosas do centro e sul de Taiwan devido às chuvas causadas por Khanun. Khanun causou um total de NT$ 238 milhões (US$ 7,5 milhões) em perdas agrícolas. Na China, mais de 1.200 pessoas na província de Heilongjiang foram evacuadas. A província de Heilongjiang emitiu dois alertas vermelhos para tempestades, enquanto Hegang, Jiamusi, Shuangyashan, Jixi e Mudanjiang deverão receber 40 mm a 80 mm de precipitação. O governo local informou que Shangzhi encerraria as aulas, o trabalho, a produção, as operações e as atividades comerciais. As fortes chuvas de Khanun causaram inundações repentinas e deslizamentos de terra, matando pelo menos duas pessoas e 16 estavam desaparecidas. As chuvas torrenciais causaram danos a estradas, pontes e fornecimento de energia, além de interromper pelo menos 20 serviços ferroviários de passageiros.
Khanun trouxe fortes chuvas para partes do Primorsky Krai, no Extremo Oriente Russo, resultando em inundações. Depois que a tempestade passou, a Rússia enviou uma equipe-tarefa para observar a limpeza de áreas do país. O estado de emergência foi declarado em 21 municípios da Rússia. A mídia estatal relatou 4.368 casas inundadas, juntamente com 5.654 locais adjacentes e 7 estruturas de apartamentos. Mais de 2.000 pessoas das áreas inundadas foram evacuadas pelo tufão Khanun. Três foram relatos de vítimas na Rússia. Pelo menos 4.368 edifícios residenciais, 5.654 residências e 43 estradas ficaram submersos. Os danos preliminares da região foram de cerca de ₽7 bilhão (US$ 70 milhão).

## Aposentadoria
Durante a temporada, a PAGASA anunciou que o nome Falcon será removido de suas listas de nomes devido às grandes enchentes e nunca mais será usado para outro nome de tufão. Seu nome substituto será anunciado em 2024.